# Jaburu
O tuiuiú ou jaburu (Jabiru mycteria), também conhecido como tuiuguaçu, tuiú-quarteleiro, tuiupara, rei-dos-tuinins, tuim-de-papo-vermelho (no Mato Grosso e Mato Grosso do Sul), cauauá (no Amazonas), jabiru (na região Sul do Brasil) e jabiru-americano, é uma ave ciconiforme da família Ciconiidae. É considerado a ave-símbolo do Pantanal e pode ser encontrado desde o México até o Uruguai, sendo que as maiores populações estão no Pantanal e no Chaco oriental, no Paraguai.

## Etimologia
Os termos "jaburu" e "tuiuiú" provêm do tupi îabyru e tuîuîu, respectivamente. "Tuiuguaçu" formou-se a partir da junção de "tuiuiú" e do sufixo de origem tupi -gûasu, "grande". "Tuiupara" é de origem desconhecida.
O nome tuiuiú foi o selecionado como nome vernáculo técnico para a espécie Jabiru mycteria em 2021 pelo Comitê Brasileiro de Registros Ornitológicos (CBRO).

## Taxonomia
Hinrich Lichtenstein descreveu o jaburu em 1819. O nome jabiru é também usado para se referir a cegonha-de-pescoço-preto (Ephippiornynchus asiaticus), também referido como jabiru-asiático e também a cegonha-de-lombo-preto, de mesmo gênero chamado de jabiru-asiático. As duas espécies são aceitas como os parentes vivos mais próximos do tuiuiú. Atualmente, membro único do gênero Jabiru, é conhecida uma espécie fóssil similar, sendo este o Jabiru condorensis, encontrado na formação Condore do plioceno, perto de Urumaco, na Venezuela.

## Descrição
O tuiuiú ou jaburu é uma ave pernalta, tem pescoço nu e preto e, na parte inferior, o papo também nu mas vermelho. A plumagem do corpo é branca e a das pernas é preta e a ave chega a ter 1,4 metro de comprimento e pesar oito quilogramas. A envergadura (a distância entre as pontas das asas abertas) pode chegar a quase três metros. O bico tem trinta centímetros, é preto e muito forte. O dimorfismo sexual é bem acentuado, com a fêmea sendo, geralmente, entre 20 a 25% menor e menos pesada que o macho. Devido a sua beleza exuberante, chama a atenção de todos os turistas que frequentam o Pantanal.
O habitat do jaburu são as margens dos rios, em árvores esparsas. A fêmea forma seus ninhos no alto dessas árvores com ramos secos, com a ajuda do companheiro. Os ninhos são feitos em grupos de até seis, às vezes junto a garças e a outras aves. A fêmea põe de dois a cinco ovos brancos.
Sua alimentação é basicamente composta por peixes, moluscos, répteis, insetos e até pequenos mamíferos. Também se alimenta de pescado morto, ajudando a evitar a putrefação dos peixes que morrem por falta de oxigênio nas épocas de seca.

## Pelagem flavística
Flavismo é a ausência parcial de melanina, seja a feomelanina (pigmento vermelho ou alaranjado) ou a eumelanina (pigmento preto ou castanho). O indivíduo que apresenta flavismo tem coloração diluída, como é o caso de alguns jaburus.

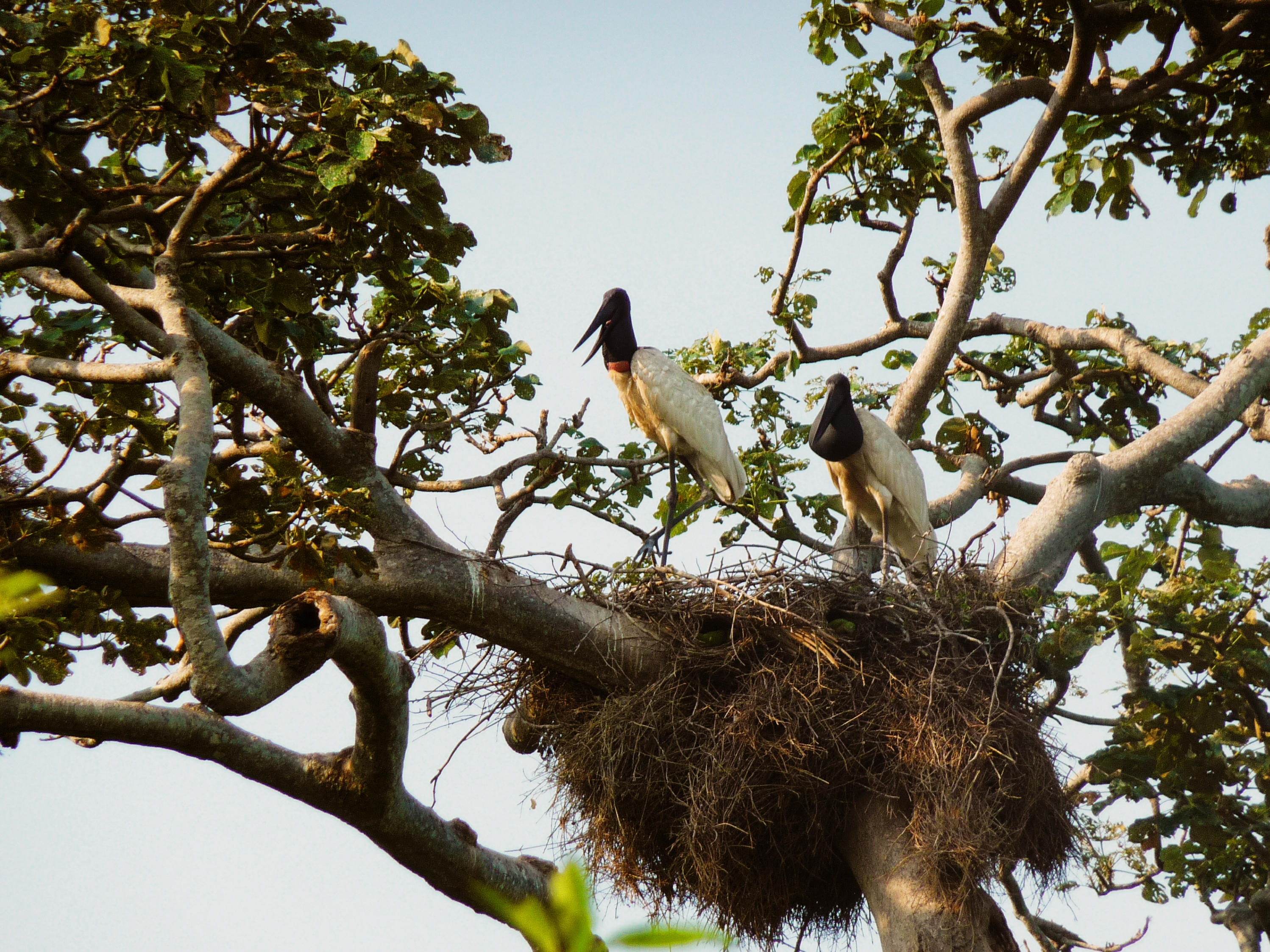
Detalhe para o ninho com mais de 1 metro de diâmetro - MS